# ディラン・ライリー・スナイダー
ディラン・ライリー・スナイダー（Dylan Riley Snyder、1997年1月24日 - ）は、アメリカ合衆国の俳優。

## 出演作品
- とび蹴りアチョ〜ズ（ミルトン）